# مارين بلاتز

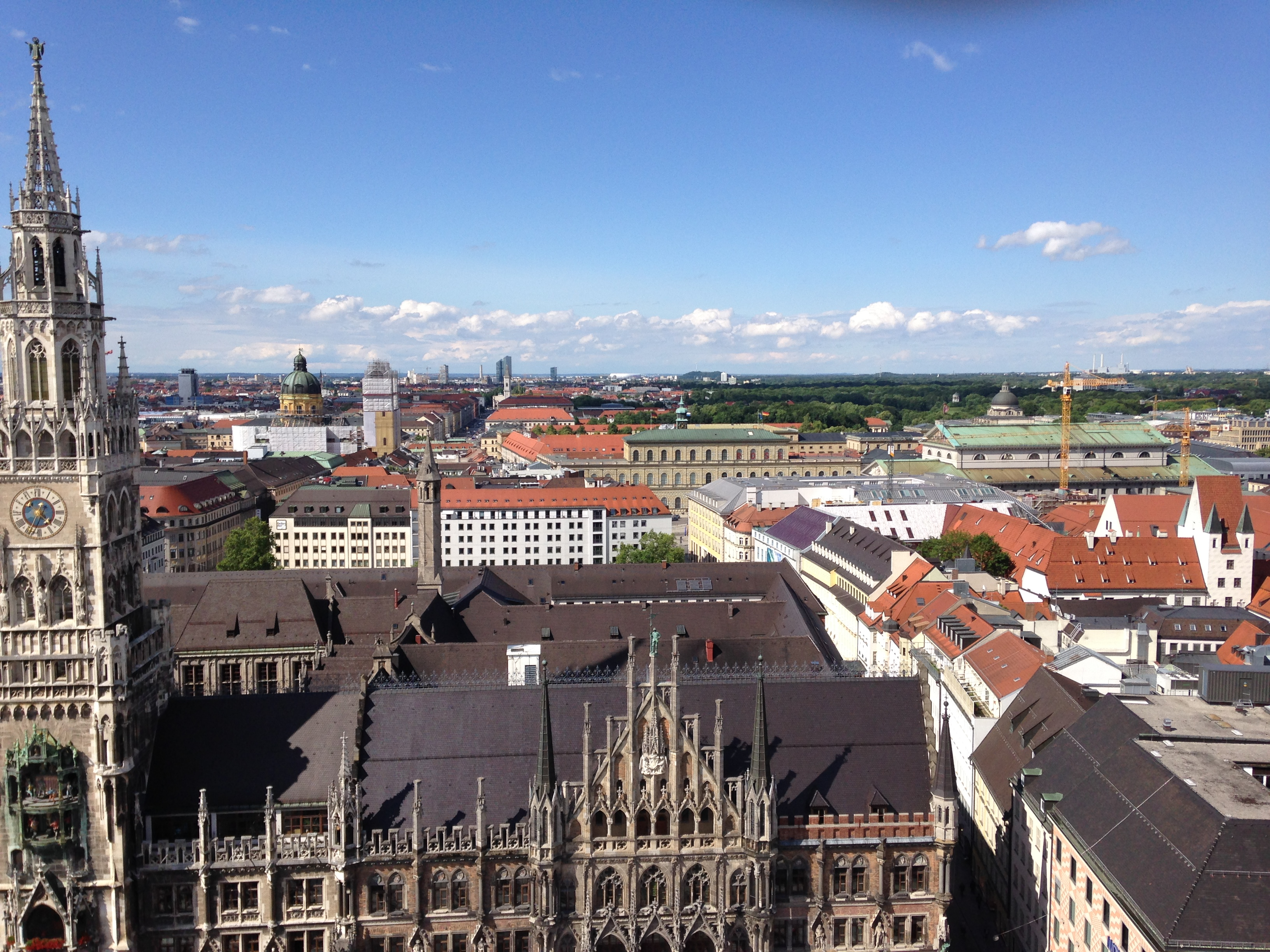
صورة لكاتدرائية السيدة العذراء من فوق المباني.

مارين بلاتز (بالإنجليزية ساحة مريم، والتي هي سيدتنا مريم العذراء) هو ميدان في مركز مدينة ميونخ الألمانية، والذي ظل مركزا للمدينة منذ 1158.

## الهندسة المعمارية
في العصور الوسطى كانت الأسواق و البطولات تقام في ساحة المدينة. مارين بلاتز سميت بذلك بعد المارين زولي (Mariensäule)، وهو النصب الذي شيد في مركزها في عام 1638 للاحتفال بانتهاء الاحتلال السويدي. اليوم المارين بلاتز يسيطر عليه من قبل مجلس المدينة الجديد (New City Hall -Neues Rathaus-) في الجهة الشمالية. الجلوكنسبل (Glockenspiel) في برج مركز المدينة الجديد تم استلهامه من هذه البطولات، وهو يستقطب ملايين السياح سنويا. في الجزء الشرقي تقع ساحة المدينة القديمة لميونخ (ألتيس ريثس - Altes Rathaus). هي عبارة عن ساحة وصالة وبرج المجلس القوطي، والذي تم إعادة بناؤه.
المنطقة المخصصة للمشاة بين كارلز بلاتز (Karlsplatz) و مارين بلاتز (Marienplatz) هي منطقة مزدحمة بالعديد من المحلات والمطاعم.
المحطات مارين بلاتز(Marienplatz)، اس باهن (S-Bahn)، و يو باهن (U-Bahn) هي مراكز مهمة للنقل تقع تحت الميدان.

## نصب مريم العذراء

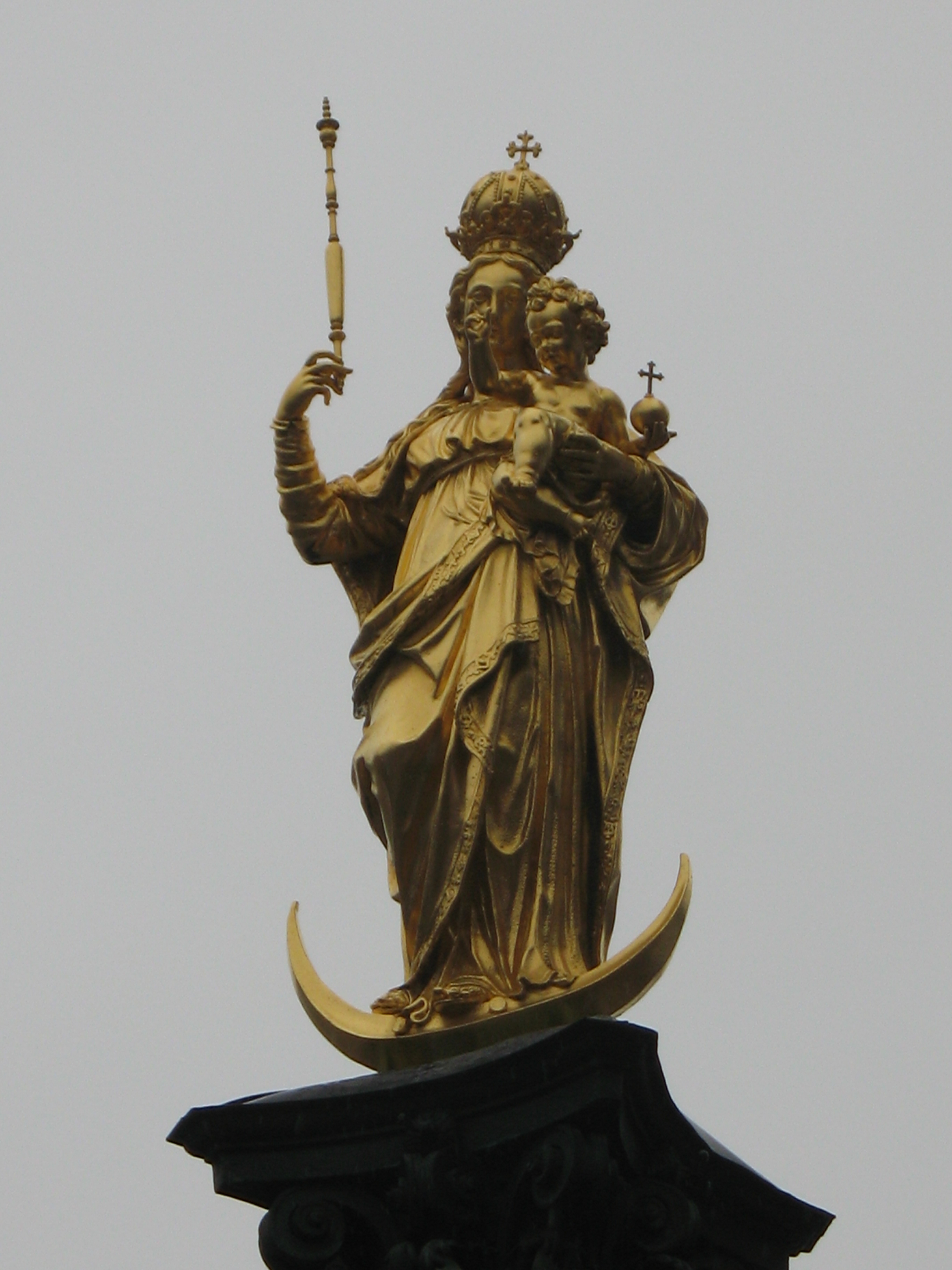
صورة لنصب مريم العذراء

المارين زولي (Mariensäule)، وهو النصب الذي يقع في مارين بلاتز في ميونخ، ألمانيا. وقد شيد في عام 1638 للاحتفال بانتهاء الاحتلال السويدي خلال حرب الثلاثين عام وقد وضع في أعلاه تمثال لمريم العذراء تجلس على هلال كملكة للسماء، والذي انشئ في عام 1590. كان التمثال يقع في فرانكرتشا (Frauenkirche). المارين زولي (Mariensäule) في ميونخ كان النصب الأول من نوعه والذي بني شمال جبال الألب وكان مصدر الإلهام لإنشاء نصب مريمية -مريم العذراء- في هذا الجزء من أوروبا.
في كل زاوية من زوايا قاعدة التمثال يوجد ما يسمى بوتو، تم إنشاؤها بواسطة فيرديناند مورمان. هذه التماثيل الأربعة تصور القتال مع وحوش مختلفة، وترمز إلى المحن التي تغلبت عليها المدينة: الحرب يمثلها الأسد، الوباء يمثله الكوكتريس (كائن خيالي يشبه التنين بقدمين وله رأس ديك)، الجوع أو المجاعة يمثلها التنين، والهرطقة وتمثلها الأفعى.

## روابط خارجية
الموقع الرسمي لألمانيا

مارين بلاتز 360 بانوراما

مارين بلاتز (فيديو)